# André Yoka Lye Mudaba
André Yoka Lye Mudaba, né le 26 septembre 1947 à Kinshasa, est un écrivain de la République démocratique du Congo.